# Lány

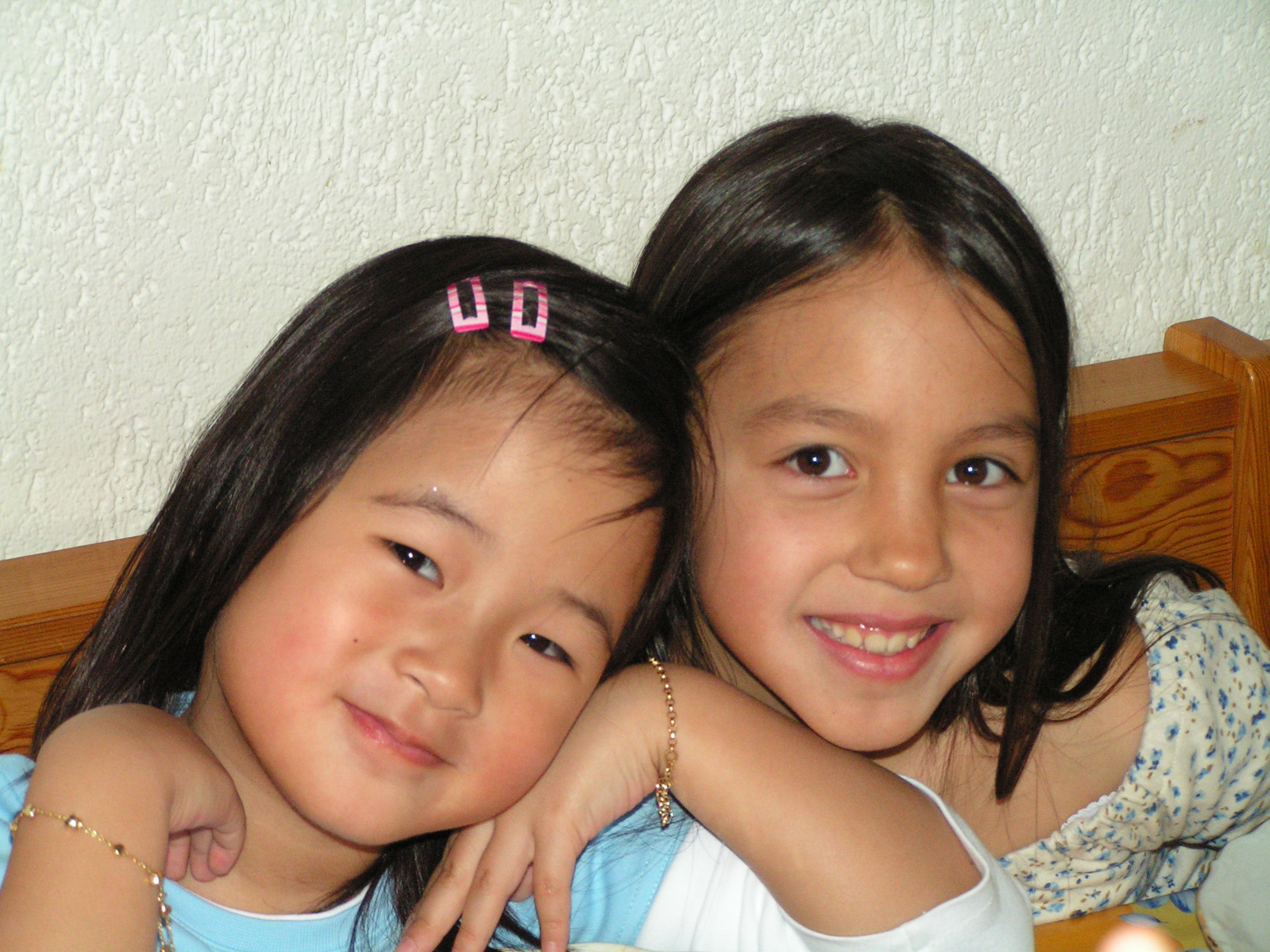
Két mosolygó lány

A lány (régies, illetve népies alakban: leány, lyány) a nőnemű gyermek elnevezése. Hímnemű megfelelője a fiú. A lány felnőttkorra nővé érik. A 10-18 év közötti, pubertáskorú lányt serdülő lánynak, tinédzsernek, régies kifejezéssel bakfisnak nevezik.

## Születés
A születendő gyermek nemét egyetlen kromoszómapár határozza meg, míg a többi 22 kromoszómapár felelős az összes egyéb genetikailag meghatározott testi és lelki tulajdonságért, mint például a magasság vagy a szem és a haj színe, a temperamentumtípus vagy a veleszületett adottságok.

## Pubertáskor

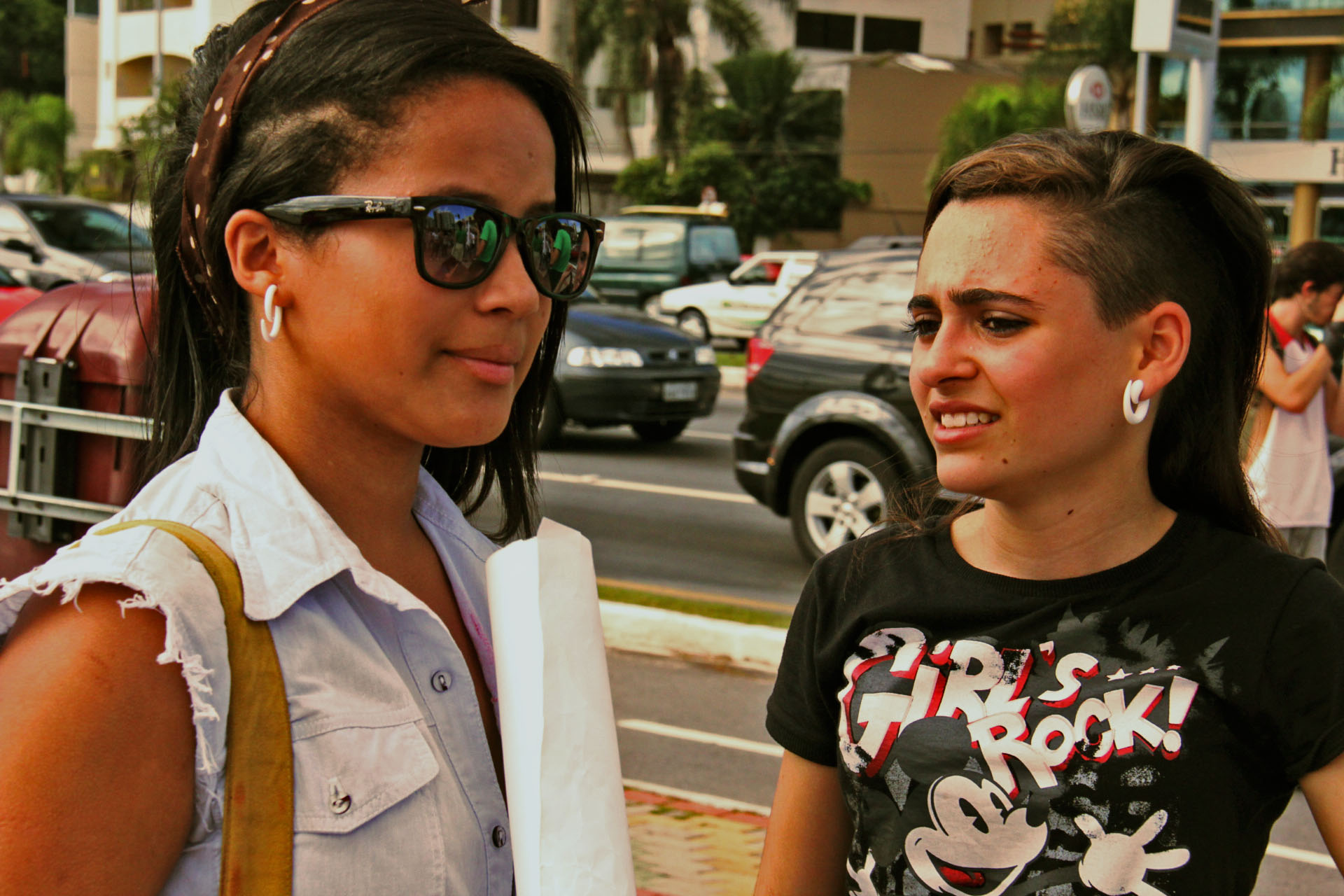
Két kamaszlány Brazíliában

A pubertáskor alatt fejlődik ki a másodlagos nemi jelleg a gyerekeknél.
Tizenéves kortól a fiúk és lányok közötti párkapcsolathoz kötődnek a barát és barátnő szavak.

## Leányanyaság
Egy 16-17 éves lány testileg készen áll arra, hogy anya legyen. Napjainkban a lányok korábban érnek, ez azonban nem jelenti azt, hogy lelkileg is felkészültek az anyaságra.
Előfordul, hogy olyan kiskorú lányok kerülnek gyermekotthonba, akik terhesek vagy már van gyerekük.